# Llengües huarpes
Les llengües huarpes és el nom donat al conjunt d'almenys dues llengües extingides parlades per les diverses ètnies huarpes, que poblaven el que avui és la Regió del Nuevo Cuyo en la República Argentina. La documentació existent sobre aquestes llengües és reduïda i en gran part es remunta a la recollida en el segle XVI per Luis de Valdivia (1560-1642).

## Classificació
Les llengües huarpes, allentiac i millcayac, no han pogut ser relacionades de manera concloent amb altres llengües del subcontinent sud-americà. Pel que es considera que constitueixen una família aïllada.
Per a Luis de Valdivia hi havia relació entre el millcayac i el "pueltxe". No obstant això, "puelche" és un terme d'origen maputxe que significa "oriental" i ha al·ludit a grups molt diferents al llarg dels segles. El que avui es coneix com el gününa-këna és una llengua aïllada, encara que existeixen indicis de la seva possible relació amb les llengües chon del sud de la Patagònia.
El lingüista estatunidenc Joseph Greenberg (1915-2001) va situar a les llengües huarpes en el grup D del tronc gê-pano-carib en 1956. Posteriorment, en la seva obra Languages in the Americas (1987), ho va incloure dins del grup paezano de les llengües txibtxa-paezanes, que reuneix elements heterogenis. No obstant això, el mètode usat per Greenberg i els seus resultats han estat impugnats per diversos autors i tant el seu macrofamília ameríndia, proposta en 1987, com les relacions internes entre els seus membres no gaudeixen de crèdit entre els especialistes.
Morris Swadesh (1909-1967), en tant, va situar a les llengües huarpes dins del grup macro quítxua, juntament amb molts altres idiomes de l'àrea andina. Loukotka (1968) va considerar que l'idioma dels comechingones seria afí al allentiac i millcayac, però solament es tenen una quantes paraules d'ell, insuficients per a confirmar el parentiu.

## Descripció lingüística

### Fonologia
Luis de Valdivia (1560-1642) va usar els mateixos grafemes tant per al allentiac com per al millcayac, sense proporcionar informació sobre la pronunciació. No obstant això, en la majoria dels casos els grafs o grups gràfics semblen representar en totes dues parles fonos consonàntics similars als del castellà: <c, ch, g, gu(+V), h, hu(+V), l, ll, m, n, ñ, p, q, qu, r, s, t, v, x, y (+V), z, zh>.
A partir de la distribució d'això fonemes i les interpretacions probables dels mateixos Viegas Barros (2007) reconstrueix el següent inventari probable de consonants per a les llengües huarpes:
|                       |           | Labial | Alveolar | Palatal | Velar | Glotal |
| --------------------- | --------- | ------ | -------- | ------- | ----- | ------ |
| Obstruent no contínua | nasal     | m      | n        | ɲ       | ŋ     |        |
| Obstruent no contínua | oclusiva  | p      | t        |         | k     |        |
| Obstruent no contínua | africada  |        | ʦ        | ʧ       |       |        |
| Fricativa             | Fricativa |        | s        | ʃ       |       | h      |
| Sonorant              | semivocal | w      |          | j       | (ɰ)   |        |
| Sonorant              | Lateral   |        | l        | ʎ       |       |        |
| Sonorant              | Vibrant   |        | r        |         |       |        |

### Comparació
Les diferències entre les dues llengües conegudes, l' allentiac i el millcayac, són essencialment lèxiques i estilístiques. Les doctrines cristianes de Luis de Valdivia proporcionen alguns exemples de la mateixa oració en totes dues llengües:
(Allentiac) Axe pu anectayag mañta pestaman huestapia?
dona 3aOBJ fornicar beguda 2aSUJ.donar emborratxar-per a
(Millcayac) Axey ye eyempia pue naguayguiye?
dona-POST fornicar-per a 3aOBJ emborratxar
D'acord amb Valdivia, la traducció corresponent a totes dues frases és ‘Has emborratxat a una dona per a fornicar amb ella?’. Es reconeix l'element comú -pia (que indica finalitat), la forma lèxica axe- (‘dona’), així com el clític de tercera persona pu- (‘objecte’).